# Klubbtjärnen, Norrbotten
Klubbtjärnen är en sjö i Piteå kommun i Norrbotten och ingår i Åbyälvens huvudavrinningsområde.